# Performance Food
 (juillet 2019).
Performance Food est une entreprise américaine spécialisée dans la fourniture de produit alimentaire pour la restauration rapide.

## Histoire
En juillet 2019, Performance Food annonce l'acquisition de Reinhart pour 2 milliards de dollars, créant un nouvel ensemble d'environ 30 milliards de chiffre d'affaires.
En mai 2021, Performance Food annonce l'acquisition de Core-Mark pour 2,5 milliards de dollars, reprise de dettes comprises.
En août 2024, Performance Food annonce l'acquisition de Cheney Bros, entreprise présente notamment dans le Sud-Est des États-Unis, pour 2,1 milliards de dollars.